# Play Me Out
Play Me Out è il primo album in studio da solista del musicista britannico Glenn Hughes, noto come membro dei Deep Purple e dei Trapeze. Il disco è stato pubblicato nel 1977.

## Tracce
1. I Got It Covered – 5:38
2. Space High – 4:57
3. It's About Time – 4:59
4. L.A. Cut Off – 4:27
5. Well – 1:29
6. Soulution – 5:40
7. Your Love Is Like a Fire – 6:28
8. Destiny – 4:56
9. I Found a Woman – 4:03